# 龍環葡韻住宅式博物館
龍環葡韻住宅式博物館（葡萄牙語：Casas-Museu da Taipa），簡稱龍環葡韻。位於澳門氹仔海邊馬路。是以海邊馬路的五幢葡萄牙式住宅為主的博物館，同樣是澳門的熱門旅遊景點之一。
博物館於1999年正式對外開放。現在，此住宅式博物館是澳門重要的文物建築與文化遺產，也是澳門八景之一。不少結婚影集均以此取景。

## 歷史
在1847年，葡萄牙人向氹仔擴張，並於1910年完全控制路環。澳門葡萄牙政府在海島的影響力逐步擴大，當時氹仔被澳葡政府不斷興建官方葡式建築。而博物館的五幢葡萄牙式建筑在1921年建成，當時五幢建筑作為澳門高級官員的官邸及一些澳門土生葡人家庭的住宅。直至八十年代，澳門旅遊司（即今澳門旅遊局）將五幢葡萄牙式建筑其重新修繕，包括維修外牆、整理窗戶和門框等修繕工作。1992年，澳葡政府將其列入澳門文物名錄「已評定之建築群」類別，對該建築群進行修復工作，及後改建為住宅式博物館。並於1999年12月5日對外開放。
整個龍環葡韻景區包括龍環葡韻住宅式博物館、嘉模教堂、氹仔圖書館、氹仔市政花園和十字花園。博物館前面在1998年前曾是一片紅樹林濕地，可以觀賞到黑臉琵鷺、白鷺、灰鷺、翠鳥和鴛鴦等鳥類。而1987年無綫電視民初劇集《名門》亦在此取景拍攝，龍環葡韻景區被評定為澳門八景之一。不過自興建氹仔醫院與對開填海後嚴重影響該區水域生態，紅樹林已全數枯毀，只能見到少量珍稀鳥類。
於2005年尾，氹仔圖書館改變用途，成了民事登記局氹仔分站為作婚姻註冊處，而其外觀仍保持原葡式建築風格。而2004年在博物館側增設一小型露天廣場，自2004年起在此舉辦除夕倒數（跨年）嘉年華活動。
另外，澳門文化局亦在2016年八月底為博物館進行維護重整工程。
2023年9月29日，澳門特區政府公佈「益隆炮竹廠以及周邊區域優化利用計劃」，計劃將益隆炮竹廠及龍環葡韻片區發展，前者將進行一系列改善及修復工程，以及增加AR實境體驗等，後者則將打造為「婚拍勝地」。金沙中國聯同政府推動活化計劃，藉區內有路氹婚姻登記處和嘉模聖母堂，望建造「情牽葡韻」項目及更新區內打卡藝術裝置，打造「本地最具中葡特色浪漫、優雅和令人賞心悅目的婚拍勝地」。

## 展區
博物館的五幢葡萄牙式住宅分別為是「葡韻生活館」、「匯藝廊」、「創薈館」、「風貌館」及「迎賓館」。

### 葡韻生活館
生活館前稱土生葡人之家，樓高兩層。生活館以展示土生葡人昔日的住宅及其家俱和裝飾物，仿照當時土生葡人的生活場所。澳門土生葡人是指指在澳門土生土長，而以葡萄牙語作為第一語言，以葡萄牙文化作為本位文化及身份認同的人群。由於土生葡人大多信仰西方宗教，屋內亦擺設了一些有關其宗教的裝飾物。

### 匯藝廊
- 匯藝廊前稱海島之家[22]：匯藝廊展示有關於澳門的圖片展覽，展覽主題不定期更換[23]。除此此外，匯藝廊可讓各國領事館借用作為藝術交流場地[11]。加深澳門與其他國家之間對藝術文化的認識[1]。

### 創薈館
- 創薈館前稱葡萄牙地區之家[24]：樓高兩層。創薈館主要作為澳門文化資訊及銷售平台[11]。地面層為禮品廊，銷售與氹仔及葡萄牙特色相關的紀念品，包括書籍、郵票、圖片、手工等[25]。一樓則為介紹澳葡時期以及特別行政區時期兩者的歴史[26]。

### 風貌館
- 風貌館前稱展覽館[27]：風貌館主要用舉辦各類型的專題展覽，當中以攝影、西洋畫及為主[13]。風貌館亦邀請到資深藝術工作者舉辦展覽，增加澳門與其他國家在藝術上的交流[28]。

### 迎賓館
- 迎賓館樓高兩層，現時不對外開放，主要用於官式宴會[29][30]。

## 基本資料
博物館的開放時間為上午十時至下午七時，逢星期一休館。

## 圖集

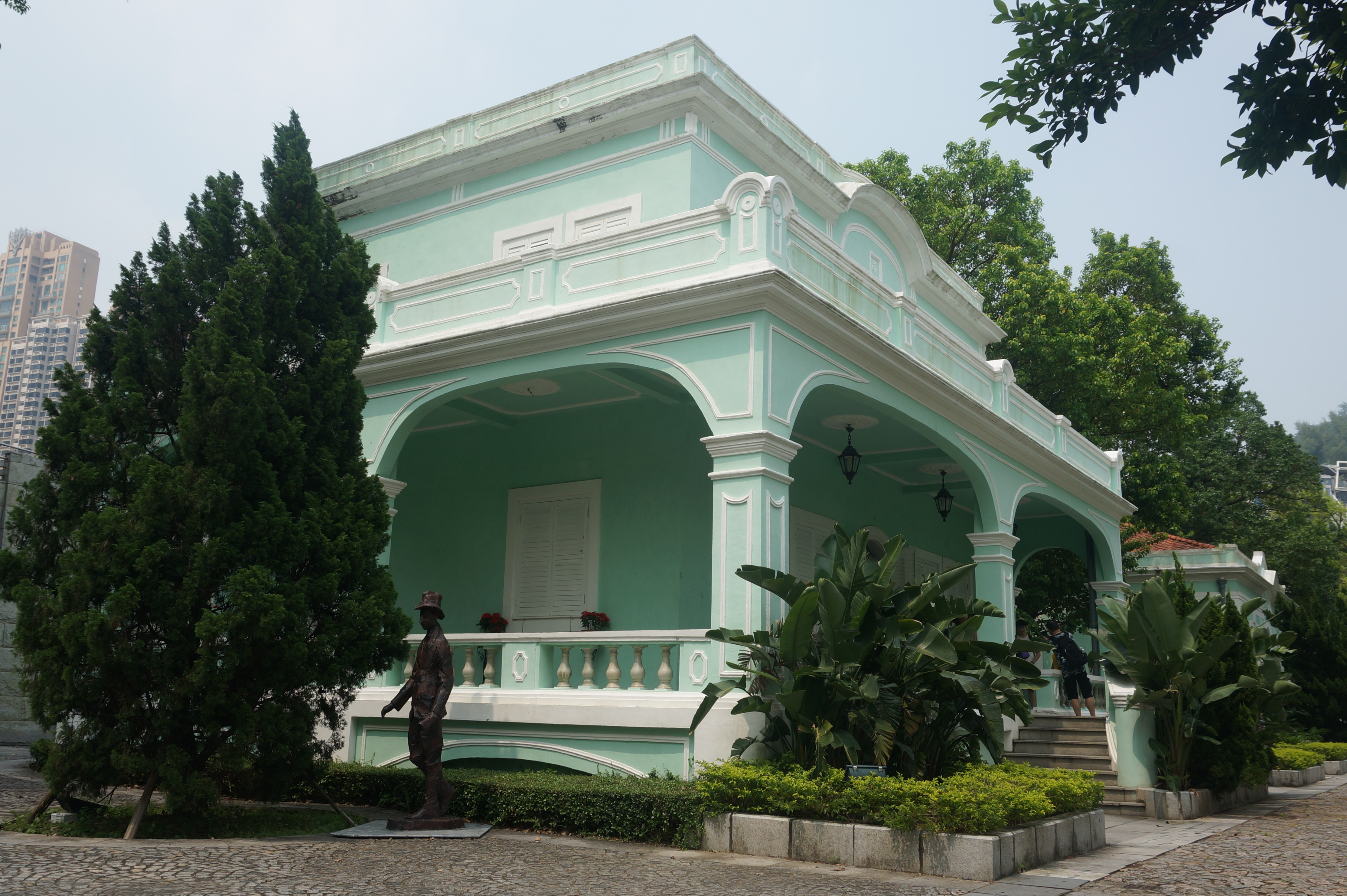
葡韻生活館
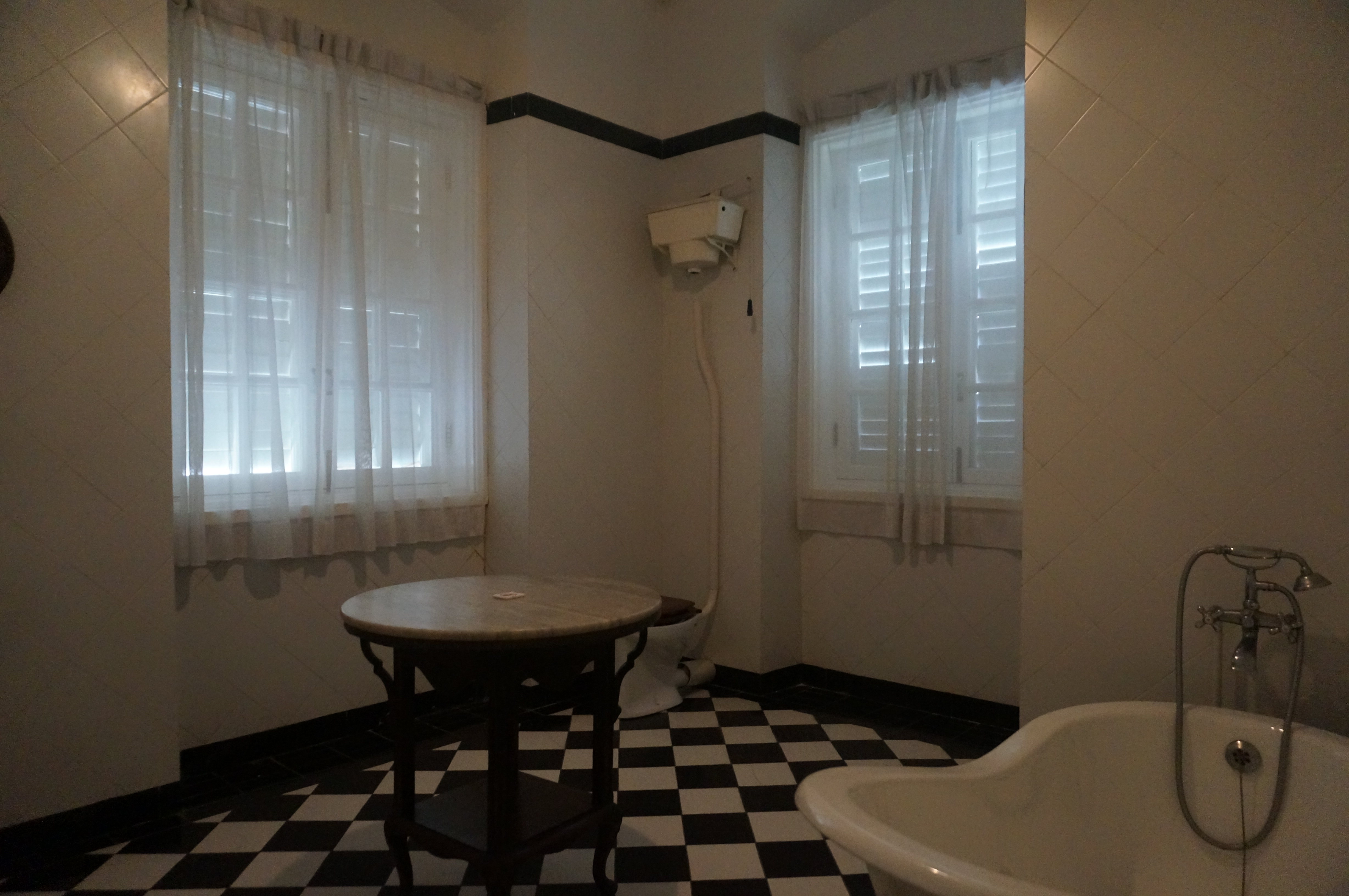
葡韻生活館的浴室
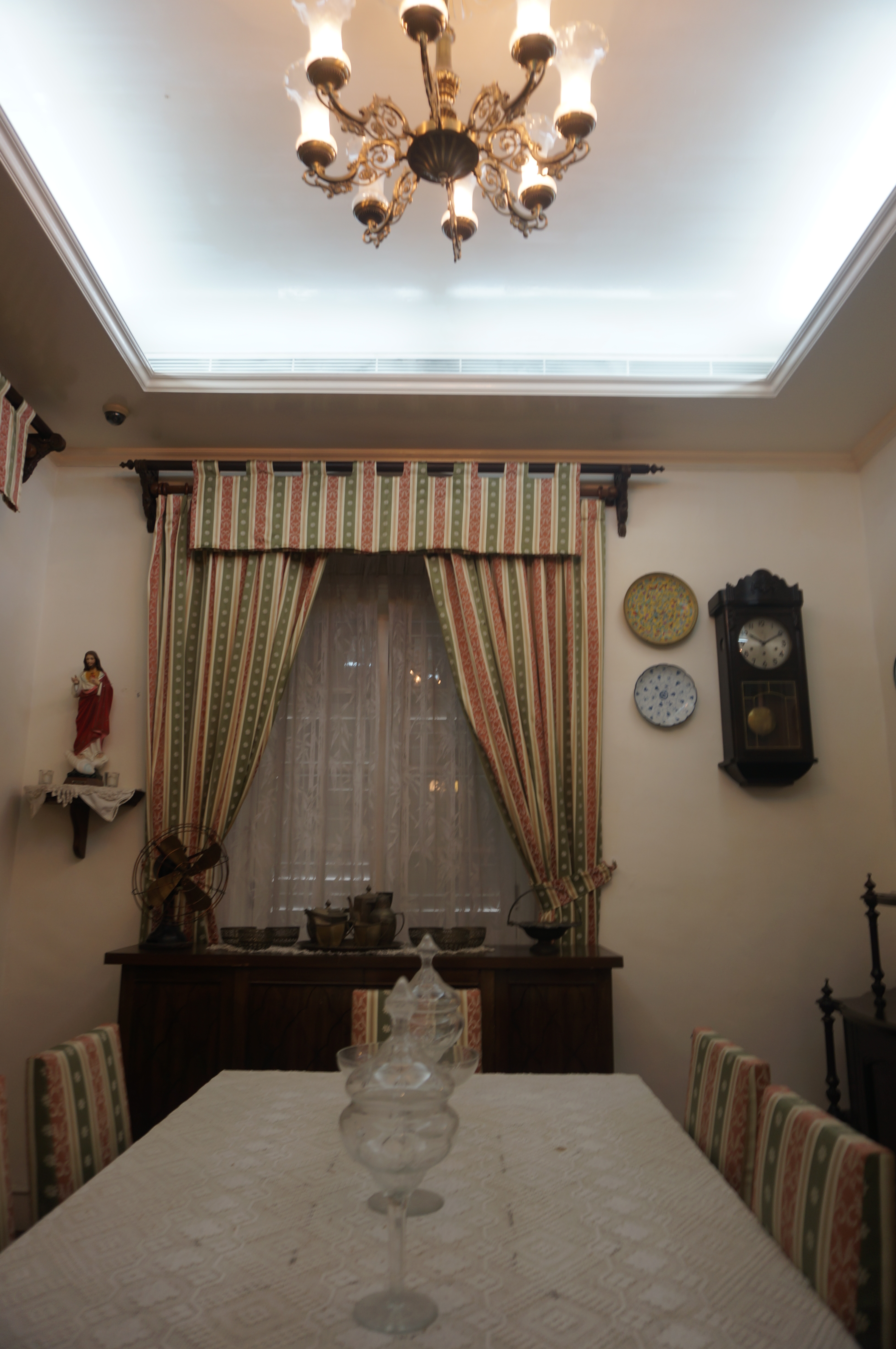
葡韻生活館的飯廳
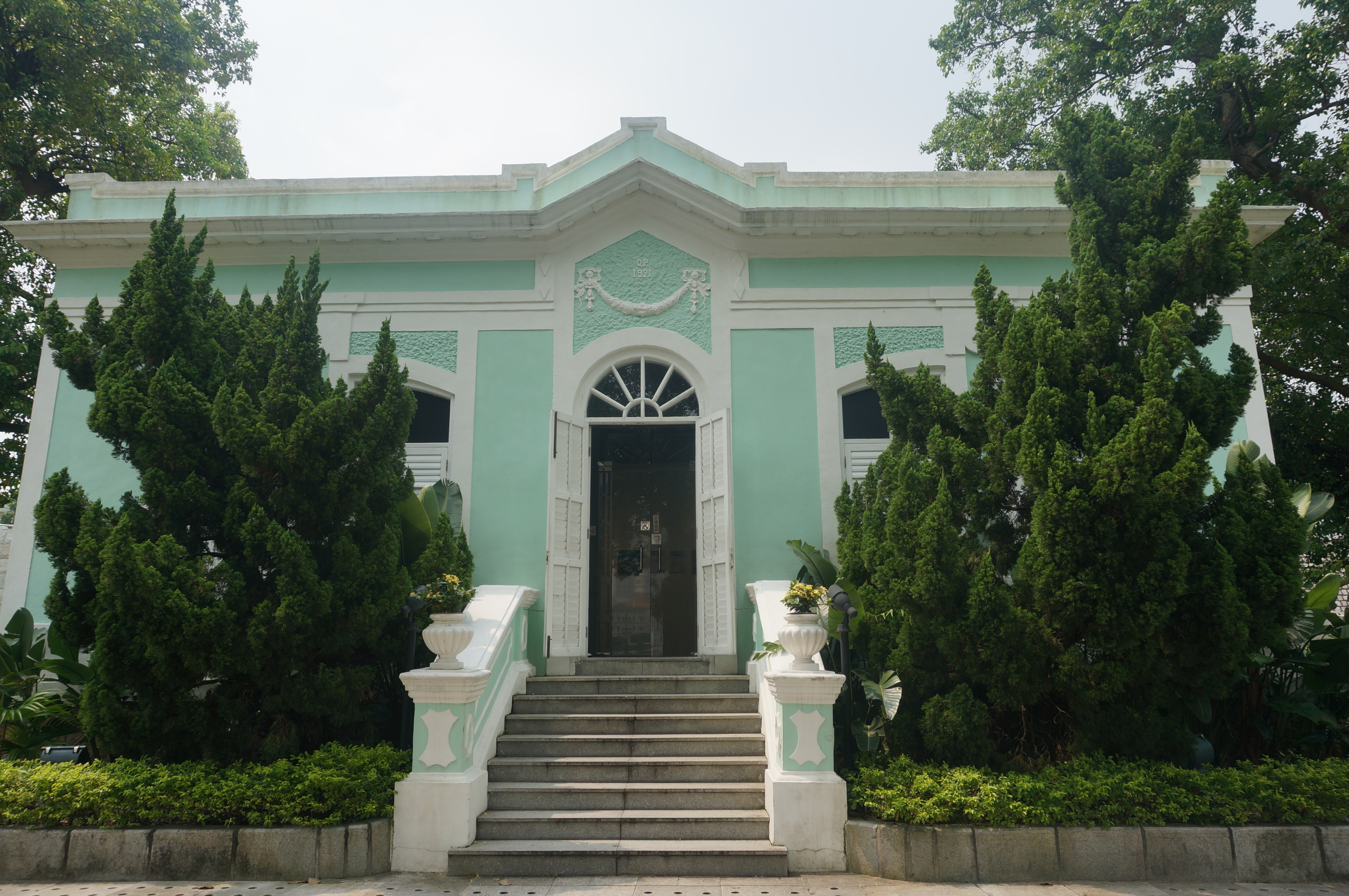
匯藝廊
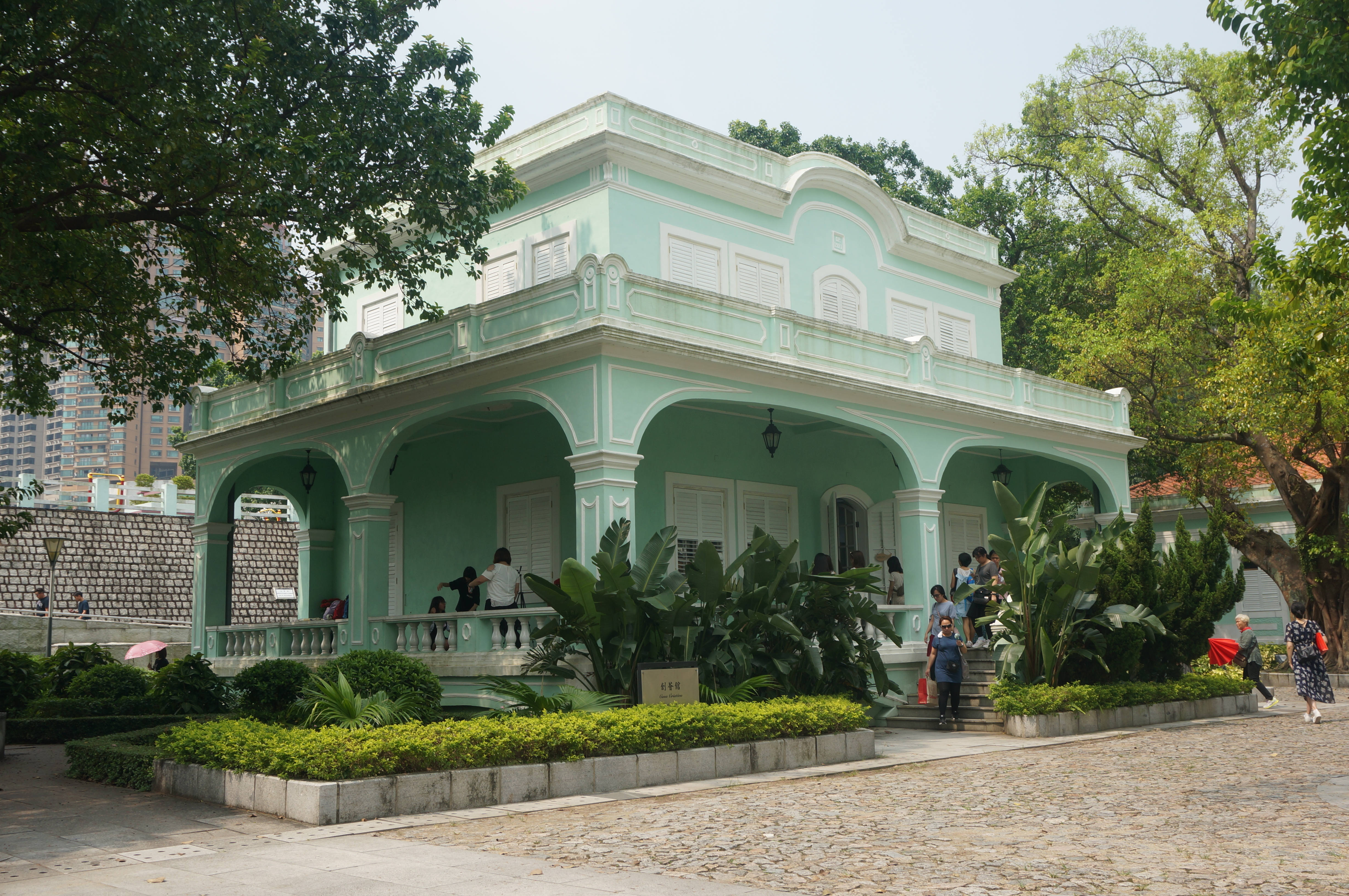
創薈館
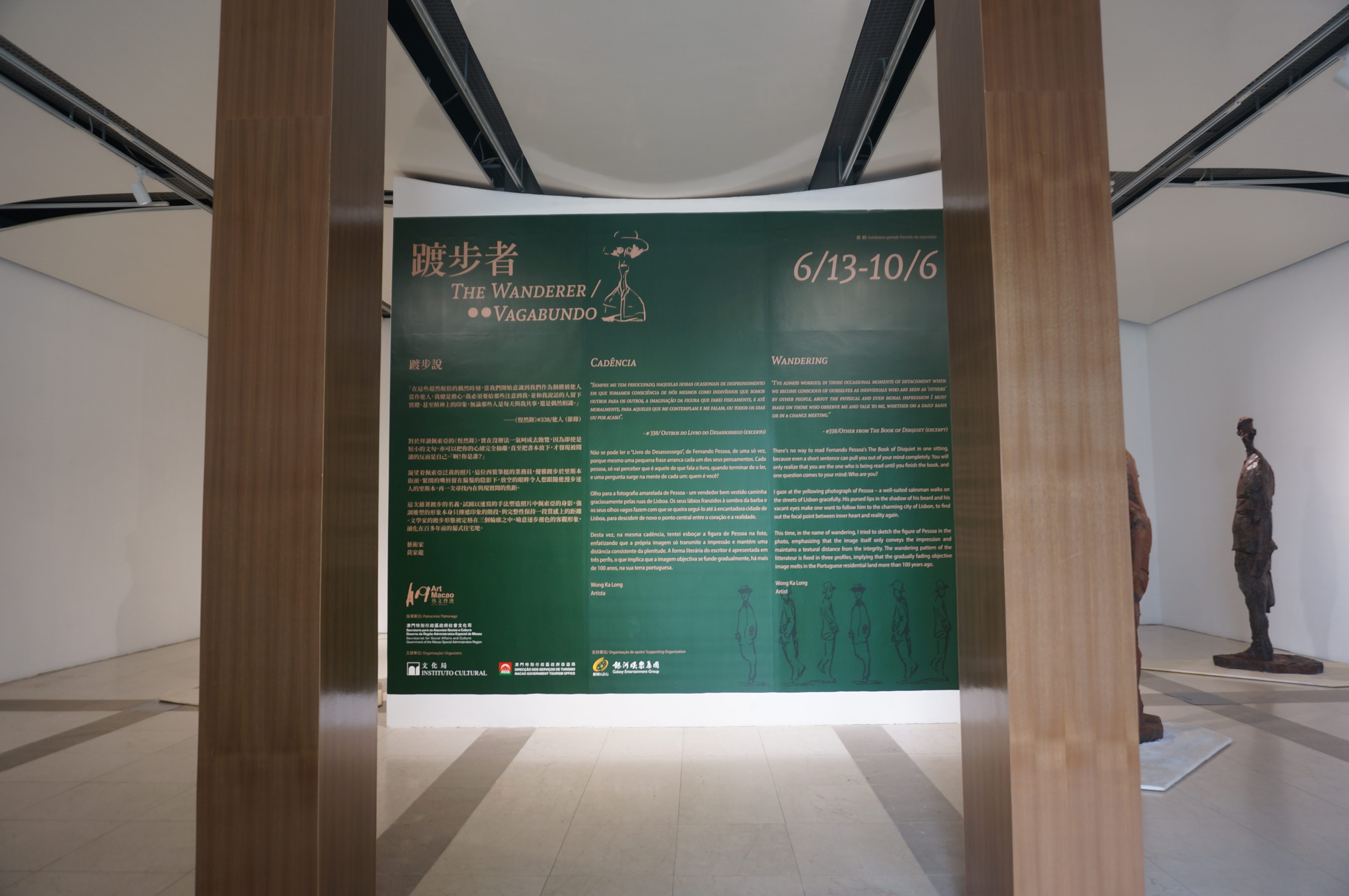
風貌館
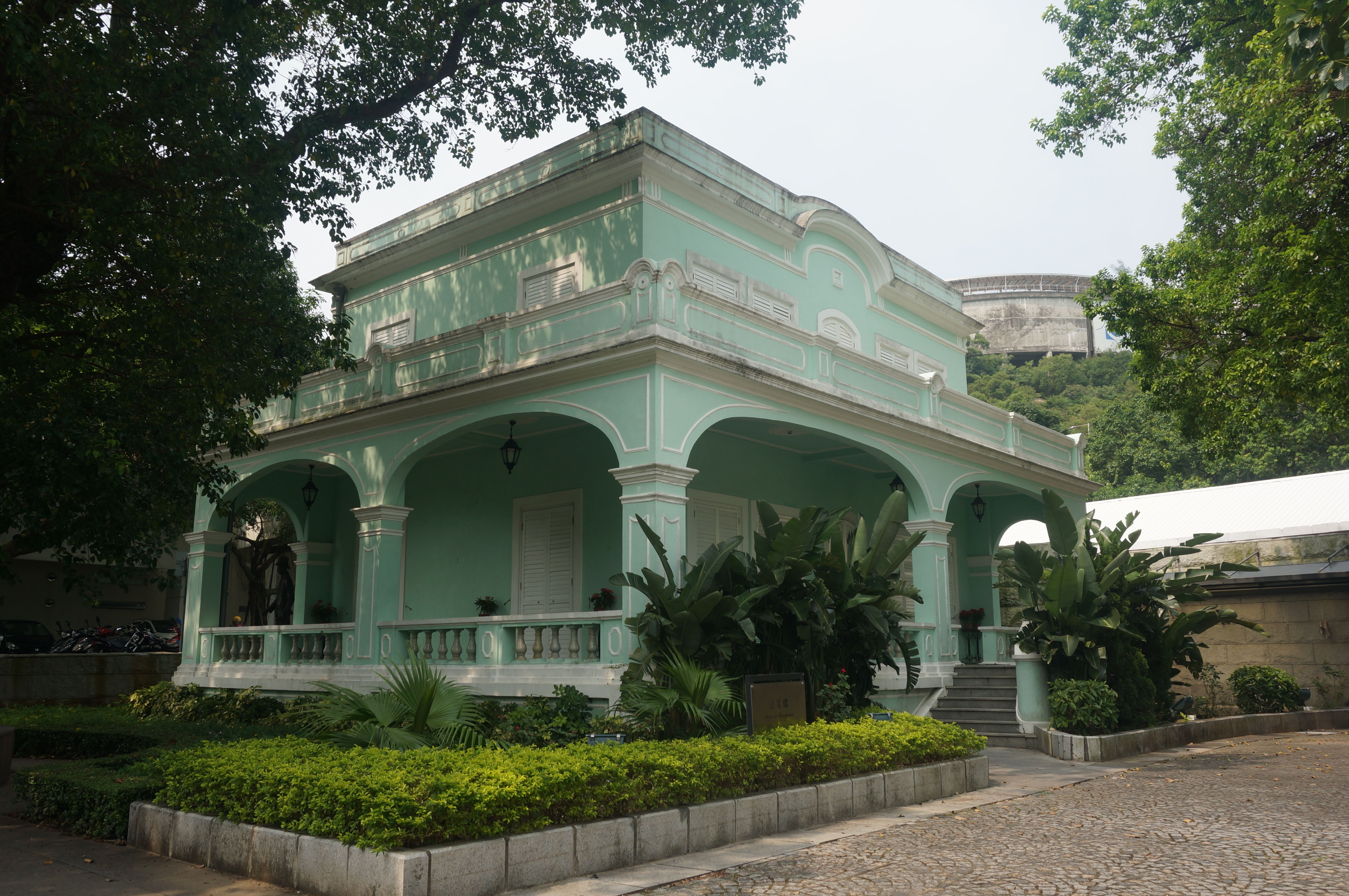
迎賓館